# 224 (tal)
224 är det naturliga talet som följer 223 och som följs av 225.

## Inom vetenskapen
- 224 Oceana, en asteroid.

## Inom matematiken
- 224 är ett jämnt tal.
- 224 är ett Praktiskt tal.
- 224 är ett palindromtal i det ternära talsystemet.
- 224 är summan av två kuber: 224 = 23 + 63
- 224 är summan av kuberna av fyra tal som kommer efter varandra: 224 = 23 + 33 + 43 + 53